# Seznam belgijskih nogometašev
Seznam belgijskih nogometašev.

## A
- Murat Akın
- Toby Alderweireld
- Arnor Angeli
- Aimé Anthuenis

## B
- Logan Bailly
- Walter Baseggio
- Danny Boffin
- Anthony Vanden Borre
- Jean-Marc Bosman
- Dedryck Boyata
- Raymond Braine
- Toni Brogno
- Thomas Buffel

## C
- Igor de Camargo
- Jan Ceulemans
- Nacer Chadli
- Laurent Ciman
- Philippe Clement
- Lei Clijsters
- Jean-Paul Colonval
- Henri "Rik" Coppens
- Michaël Cordier
- Thibaut Courtois
- Alexandre Czerniatynski

## D
- Koen Daerden
- Gilles De Bilde
- Glen De Boeck
- Kevin De Bruyne
- Eric Deflandre
- Steven Defour
- Marc Degryse
- Dieter Dekelver
- Ritchie De Laet
- Laurent Delorge
- Mark De Man
- Moussa Dembélé
- Olivier Deschacht
- Tom De Sutter
- Geert De Vlieger
- Didier Dheedene
- Olivier Doll
- Timothy Durwael

## E
- Gaëtan Englebert

## F
- Marouane Fellaini

## G
- Ronny Gaspercic
- Régis Genaux
- Eric Gerets
- Guillaume Gillet
- Jean-François Gillet
- Raymond Goethals
- Bart Goor
- Michael Goossens
- Reginal Goreaux
- Georges Grün

## H
- Eden Hazard
- Mark Hendrickx
- Frédéric Herpoel
- Paul van Himst
- David Hubert

## I
- Oleg Iachtchouk

## K
- Vincent Kompany

## L
- Erik Lambert
- Jonathan Legear
- Maxime Lestienne
- Nicolas Lombaerts
- Romelu Lukaku

## M
- Maarten Martens
- Sandy Martens
- Eric van Meir
- Joseph Mermans
- Dries Mertens
- Simon Mignolet
- Kevin Mirallas
- Emile Mpenza
- Mbo Mpenza
- Gaby Mudingayi
- Landry Mulemo

## N
- Floribert N'Galula
- Luc Nilis

## O
- Vadis Odjidja-Ofoe
- Marvin Ogunjimi
- Luis Oliveira

## P
- Tristan Peersman
- Bob Peeters
- Jacky Peeters
- Jean-Marie Pfaff
- Luigi Pieroni
- Sébastien Pocognoli
- Michel Preud'homme
- Silvio Proto

## R
- Cédric Roussel

## S
- Davy Schollen
- Enzo Scifo
- Murat Selvi
- Tony Sergeant
- Francis Severeyns
- Timmy Simons
- Wesley Sonck
- Lorenzo Staelens
- Constant Vanden Stock
- Roger Vanden Stock
- Branko Strupar
- Gill Swerts

## T
- Bernd Thijs
- Guy Thys

## V
- Nico Vaesen
- Joos Valgaeren
- Daniel Van Buyten
- Jelle Van Damme
- Franky Vandendriessche
- Franky Van der Elst
- Peter Van Der Heyden
- Gunter Van Handenhoven
- Nico Van Kerckhoven
- Jan Van Steenberghe
- Erwin Vandenbergh
- Yves Vanderhaeghe
- Roberd de Veen
- Franky Vercauteren
- Gert Verheyen
- Thomas Vermaelen
- Sven Vermant
- Jan Vertonghen
- Björn Vleminckx
- Bernard Voorhoof
- Jelle Vossen

## W
- Johan Walem
- Josip Weber
- Filip de Wilde
- Marc Wilmots
- Axel Witsel